# 邵在禮
邵在禮，1971年—，新加坡企业家、环境保护人士，英文名Howard Chai Li Shaw。

## 生平
生于新加坡，祖籍浙江宁波镇海县。邵逸夫侄孙，祖父电影实业家邵仁枚是邵逸夫的三兄，父亲为邵仁枚长子邵維錦。原配林麗，再娶雪燕（Jessica Xue）为名模。大学时主修环境生物学专业。1997年，加盟新加坡環境理事會（Singapore Environment Council），并担任理事长，长达八年。期间致力于新加坡环保事业，功绩颇著，因而2011年获得新加坡政府颁布的公共服务勋章。2011年卸任新加坡環境理事會执行长，转任Halcyon集團副总裁。后因被控入狱12周，其获得的勋章也被剥夺，但其环保功绩仍为称道，有新洲「環保先鋒」之称。